# Laurin & Klement – Škoda 110
Laurin & Klement – Škoda 110 byl osobní automobil, který vyráběla od roku 1925 v Mladé Boleslavi československá automobilka Laurin & Klement, od června 1925 automobilka Škoda.
Motor byl vodou chlazený řadový čtyřválec uložený vpředu, poháněl zadní kola. Vrtání bylo 72 mm a zdvih 110 mm. Vyrábělo se 10 sérií, první a druhá měly objem 1791 cm3 a výkon 18 kW, maximální rychlost byla 80 km/h. Od třetí série (od r. 1926) byl použit motor o objemu 1944 cm3 s výkonem 22 kW a maximální rychlostí 85 km/h.
V roce 1929 byl vůz nahrazen modelem 4 R, vyrobeno bylo 2 985 kusů.